# Alessandro Turchi

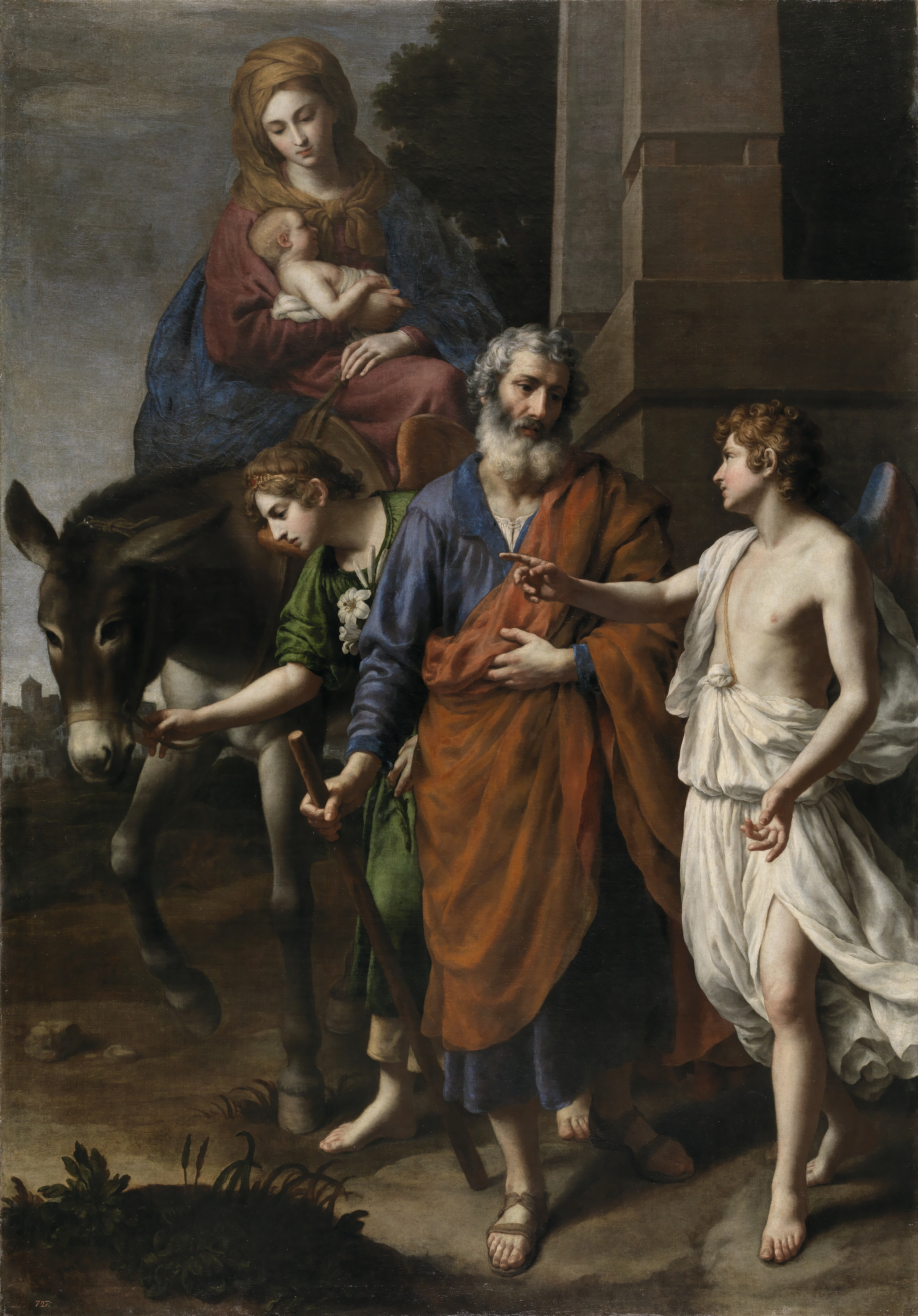
Huida a Egipto, Museo del Prado.

Alessandro Turchi, también apodado l'Orbetto (Verona, 1578 - Roma, 22 de enero de 1649) fue un pintor italiano, activo durante el Barroco.

## Biografía
Hijo de un espadero, acompañó a su padre por las calles de Verona cuando éste, víctima de un accidente laboral, quedó ciego y se vio obligado a pedir limosna para sobrevivir. De ahí su sobrenombre de l'Orbetto (“el cieguito”).
Comenzó su aprendizaje en el taller de Felice Brusasorci (1597). Parece que a la muerte del maestro, Turchi completó su última obra inacabada, la Caída del Maná (San Giorgio in Braida de Verona, 1605). Sus primeras obras veronesas son ambiciosas, con múltiples figuras y elaborados fondos, en la tradición de la que Paolo Veronese es el máximo exponente.
En 1609, Turchi es admitido en la Accademia Filarmonica de Verona. Sin embargo, poco después, marchará a Venecia junto a su discípulo Marcantonio Bassetti, para posteriormente establecerse en Roma hacia 1614-15. Allí colaborará en la decoración de la Sala Regia del Palazzo del Quirinale, junto a algunos de los mejores artistas de su tiempo, como Giovanni Lanfranco o Carlo Saraceni.
En 1618 es admitido como miembro en la Accademia di San Luca en Roma, de la que en 1634 llegaría a ser Primo rettore y Príncipe en 1637, gracias al patrocinio del cardenal Francesco Barberini. En 1638 llegaría a ser miembro de la Accademia dei Virtuosi pontificia.
Establecido definitivamente en Roma en 1619, encontró grandes mecenas que le dieron prestigio y riqueza. Uno de los principales fue el cardenal Scipione Borghese. De estos años datan un gran número de telas de altar para las principales iglesias romanas. Continuó trabajando para clientes de su patria veronesa, pero nunca volvió a residir en dicha ciudad, salvo durante breves visitas.
En 1623 contrae matrimonio con Lucia Sangiuliano. Su hija Cecilia sería la esposa del también pintor Giacinto Gimignani (1640).

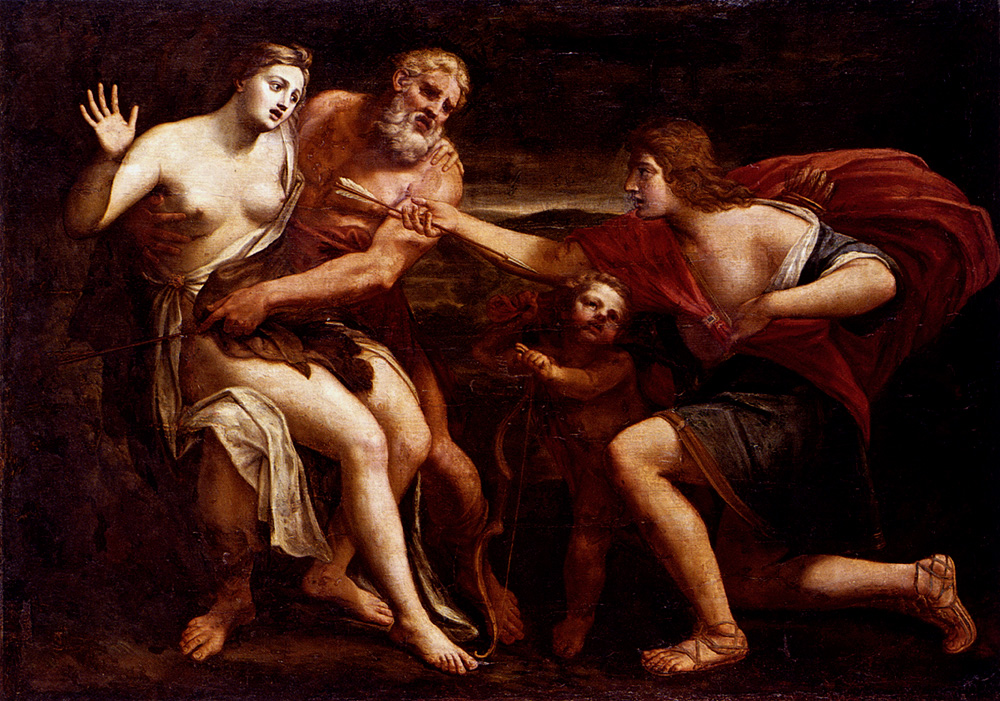
Céfalo y Procris.

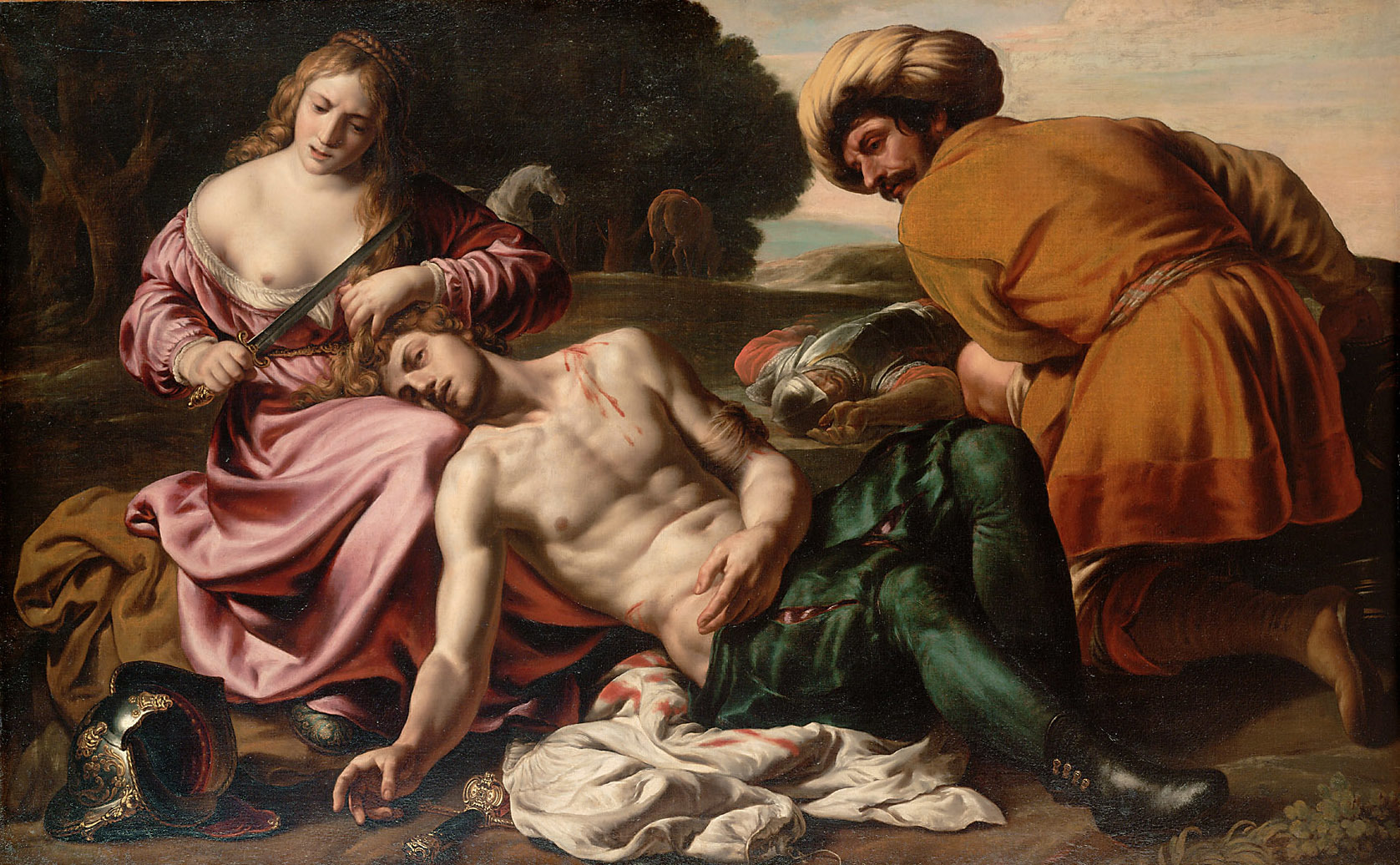
Erminia encuentra a Tancredo herido, Museo del Hermitage.

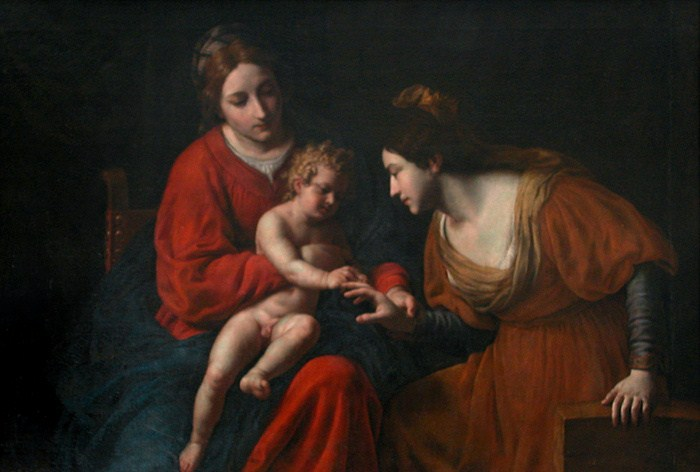
Matrimonio místico de Santa Catalina, Museo del Louvre.

## Obras destacadas
- Magdalena penitente (1605, Santo Tommaso Cantuariense, Verona)
- La Música, La Poesía, El Valor y La Fortaleza (1606, Windsor Palace, Royal Collection)
- Adoración de los pastores (1608, San Fermo Maggiore, Verona)
- Asunción de la Virgen (1610, San Luca, Verona)
- Alegoría (1610, Uffizi, Florencia)
- Virgen en la gloria con los santos Eligio, Francisco y Juan Bautista (1612, perdida)
- Victoria de los veroneses sobre los vicentinos en Pontalto (1613, Museo de Castelvecchio, Verona)
- Fundación de Santa Maria Maggiore (1614, Museo de Castelvecchio, Verona)
- Frescos de la Sala Regia del Palazzo del Quirinale, Roma (1616-1617)
  - Caída del Maná
- Resurrección de Lázaro (1617, Galleria Borghese, Roma)
- Cristo muerto con la Magdalena y ángeles (1617, Galleria Borghese, Roma)
- Los Cuarenta mártires (1619, Cappella degli Innocenti, Santo Stefano, Verona)
- Retrato de Giangiacomo Giusti (1620, perdida)
- Alegoría de la Fama entre Mercurio y Palas (1620, Colección particular)
- Caridad (1620, National Gallery of Victoria, Melbourne)
- Esperanza (1620, Institute of Arts, Detroit)
- Virgen en la gloria con San Carlos Borromeo (c. 1617-21, San Salvatore in Lauro, Roma)
- Hércules y Omfale (c. 1617-21, Alte Pinakothek, Múnich)
- Resurrección de Cristo (1621, Catedral de Burdeos)
- Adoración de los Reyes Magos (1621)
- San Antonio de Padua (1629, Palacio de Caprarola)
- Éxtasis de San Francisco con San Antonio Abad (1644, Santa Maria in Organo)